# John Bowlby
John Bowlby, född 26 februari 1907 i London, död 2 september 1990 på Skye i Skottland, var en brittisk psykodynamisk psykiater och psykoanalytiker, pionjär inom anknytningsteorin.

## Den tidiga anknytningsutvecklingen
John Bowlby hävdade att spädbarns (infancy) anknytning mot sin/sina vårdnadshavare skedde i tre stadier under de första två levnadsåren och ett fjärde skedde i förskoleåldern. De tre första stadierna är enligt Bowlby:   
1. Odiskriminerande anknytningsbeteende – Nyfödda barn gråter, ljudar och ler mot alla, dessa beteenden uppmuntrar uppmärksamhet och omhändertagande av alla vuxna (knyter inte an till någon speciell vuxen utan alla vuxna)
2. Diskriminerande anknytningsbeteende – Runt 3 månaders ålder börjar barn rikta sitt anknytningsbeteende mer mot familjära/återkommande omhändertagare eller vårdnadshavare (engelska: caregiver) än mot främlingar (knyter an till återkommande vuxna men inte till främlingar)
3. Specifikt anknytningsbeteende – När barnet fyller 3 år utvecklar det en meningsfull anknytning till speciella vårdnadshavare. Vårdnadshavarna blir en säker grund för barnet och bidrar till barnets upptäckande och undersökande av miljön samt ger barnet en trygghet att rikta sig mot när det till exempel lär sig krypa (Barnet har nu särskilt vilka som är dennes föräldrar/förälder och anknutit sig till dem). Detta är då starten till barnets egna tänkande, att det utvecklar sitt eget sinne för relation och samband, genom samhörighet och närhet.

Det Bowlby även kom fram till i sin forskning var de tre stadierna av försämrad psykisk hälsa som drabbade barn med bristfällig anknytning till sin vårdnadshavare. De tre stadierna bestod av protest, förtvivlan och likgiltighet.
Bowlbys idéer vidareutvecklades av Mary Ainsworth och kom att influera även utvecklingspsykologi och utvecklingsbiologisk teori.